# 1987年世界陸上競技選手権大会
1987年世界陸上競技選手権大会（1987ねんせかいりくじょうきょうぎせんしゅけんたいかい）は、1987年に開催された、世界陸上競技選手権大会の第2回大会。イタリア・ローマのスタディオ・オリンピコをメイン会場とし、1987年8月28日から9月6日まで開催された。女子10000m・女子10km競歩の2種目が追加されて43種目（男子24・女子19種目）が実施された。159の国・地域から1451人の選手が参加した。スタディオ・オリンピコは10日間で518,000人の観客を集めた。この大会では男子100m（9秒93・カール・ルイス）と女子走高跳（2m09・ステフカ・コスタディノヴァ）の世界新記録が誕生した。男子100mの世界新記録については次項を参照のこと。

## 大会のハイライト
この大会は前回ヘルシンキ大会の短距離・跳躍の三冠王でロサンゼルスオリンピックの四冠王のカール・ルイスと当時100mで連戦連勝中だったベン・ジョンソンとの対決が世界中の注目を集めたが、対決そのものはベン・ジョンソンが驚異的世界新記録（当時・9秒83）で圧勝であり、この年の世界のスポーツ10大ニュースの1位となったが、後のドーピング事件でソウルオリンピックにおいてベン・ジョンソンが金メダルが剥奪されたのち、この大会まで遡って世界新記録も無効になる大会史上に残る汚点となった。

## 競技結果

### 国別メダル受賞数
| 位    | 国・地域         | 金 | 銀 | 銅 | 計  |
| ----- | ---------------- | -- | -- | -- | --- |
| 1     | 東ドイツ         | 10 | 11 | 10 | 31  |
| 2     | アメリカ合衆国   | 10 | 4  | 6  | 20  |
| 3     | ソビエト連邦     | 7  | 12 | 6  | 25  |
| 4     | ブルガリア       | 3  | 0  | 1  | 4   |
| 5     | ケニア           | 3  | 0  | 0  | 3   |
| 6     | イタリア         | 2  | 2  | 1  | 5   |
| 7     | イギリス         | 1  | 3  | 4  | 8   |
| 8     | ポルトガル       | 1  | 1  | 0  | 2   |
| 9     | フィンランド     | 1  | 0  | 0  | 1   |
| 9     | モロッコ         | 1  | 0  | 0  | 1   |
| 9     | ノルウェー       | 1  | 0  | 0  | 1   |
| 9     | ソマリア         | 1  | 0  | 0  | 1   |
| 9     | スイス           | 1  | 0  | 0  | 1   |
| 9     | スウェーデン     | 1  | 0  | 0  | 1   |
| 15    | フランス         | 0  | 2  | 1  | 3   |
| 16    | オーストラリア   | 0  | 2  | 0  | 2   |
| 17    | ジャマイカ       | 0  | 1  | 3  | 4   |
| 18    | 西ドイツ         | 0  | 1  | 2  | 3   |
| 19    | スペイン         | 0  | 1  | 1  | 2   |
| 19    | ルーマニア       | 0  | 1  | 1  | 2   |
| 19    | チェコスロバキア | 0  | 1  | 1  | 2   |
| 22    | ジブチ           | 0  | 1  | 0  | 1   |
| 22    | ナイジェリア     | 0  | 1  | 0  | 1   |
| 24    | キューバ         | 0  | 0  | 2  | 2   |
| 25    | ベルギー         | 0  | 0  | 1  | 1   |
| 25    | ブラジル         | 0  | 0  | 1  | 1   |
| 25    | 中国             | 0  | 0  | 1  | 1   |
| Total | Total            | 43 | 44 | 42 | 129 |

### 男子
1983 | 1987 | 1991 | 1993 | 1995
| 競技種目       | 金                                                                                           | 金                   | 銀 | 銀            | 銅 | 銅            |
| トラック競技   | トラック競技                                                                                 | トラック競技         | トラック競技 | トラック競技  | トラック競技                                                                                             | トラック競技  |
| -------------- | -------------------------------------------------------------------------------------------- | -------------------- | --- | ------------- | --- | ------------- |
| 100m           | カール・ルイス アメリカ合衆国                                                                | 9秒93 世界新         | レイモンド・スチュワート ジャマイカ                                                                                | 10秒08        | リンフォード・クリスティ イギリス                                                                        | 10秒14        |
| 200m           | カルヴィン・スミス アメリカ合衆国                                                            | 20秒16               | ジル・ケネールブ フランス                                                                                          | 20秒16        | ジョン・レジス イギリス                                                                                  | 20秒18        |
| 400m           | トーマス・シェーンレーベ 東ドイツ                                                            | 44秒33               | イノセント・エグブニケ ナイジェリア                                                                                | 44秒56        | ブッチ・レイノルズ アメリカ合衆国                                                                        | 44秒80        |
| 800m           | ビリー・コンチェラー · ケニア                                                                | 1分43秒06 大会新     | ピーター・エリオット イギリス                                                                                      | 1分43秒41     | ホセ・ルイス・バルボサ ブラジル                                                                          | 1分43秒76     |
| 1500m          | アブディ・ビレ ソマリア                                                                      | 3分36秒80            | ホセ・ルイス・ゴンザレス スペイン                                                                                  | 3分38秒03     | ジム・スパイヴィー アメリカ合衆国                                                                        | 3分38秒82     |
| 5000m          | サイド・アウィータ モロッコ                                                                  | 13分26秒44           | ドミンゴス・カストロ ポルトガル                                                                                    | 13分27秒59    | ジャック・バックナー イギリス                                                                            | 13分27秒74    |
| 10000m         | ポール・キプコエチ · ケニア                                                                  | 27分38秒63 大会新    | フランチェスコ・パネッタ イタリア                                                                                  | 27分48秒98    | ハンス・イェルグ・クンツェ 東ドイツ                                                                      | 27分50秒37    |
| マラソン       | ダグラス・ワキウリ · ケニア                                                                  | 2時間11分48秒        | アーメド・サラ ジブチ                                                                                              | 2時間12分30秒 | ジェリンド・ボルディン イタリア                                                                          | 2時間12分40秒 |
| 110mハードル   | グレッグ・フォスター アメリカ合衆国                                                          | 13秒21               | ジョナサン・リジョン イギリス                                                                                      | 13秒29        | コリン・ジャクソン イギリス                                                                              | 13秒38        |
| 400mハードル   | エドウィン・モーゼス アメリカ合衆国                                                          | 47秒46 大会新        | ダニー・ハリス アメリカ合衆国                                                                                      | 47秒48        | ハラルト・シュミット 西ドイツ                                                                            | 47秒48        |
| 3000m障害      | フランチェスコ・パネッタ イタリア                                                            | 8分08秒57 大会新     | ハーゲン・メルツァー 東ドイツ                                                                                      | 8分10秒32     | ウィリアム・ファン・ダイク ベルギー                                                                      | 8分12秒18     |
| 20km競歩       | マウリツイオ・ダミラノ イタリア                                                              | 1時間20分45秒 大会新 | ヨゼフ・プリビリネチ チェコスロバキア                                                                              | 1時間21分07秒 | ホセ・マリン スペイン                                                                                    | 1時間21分24秒 |
| 50km競歩       | ハートヴィッヒ・ガウダー 東ドイツ                                                            | 3時間40分53秒 大会新 | ロナルト・ヴァイゲル 東ドイツ                                                                                      | 3時間41分30秒 | ビャチェスラフ・イワネンコ ソビエト連邦                                                                  | 3時間44分02秒 |
| 4×100mリレー   | リー・マクレー リー・マクニール ハーヴェイ・グランス カール・ルイス アメリカ合衆国           | 37秒90               | アレクサンドル・イェフゲニエフ ビクトル・ブリズギン ウラジミール・ムラヴィヨフ ウラジミール・クリロフ ソビエト連邦 | 38秒02        | ジョン・メアー アンドリュー・スミス クライブ・ライト レイモンド・スチュワート ジャマイカ                 | 38秒41        |
| 4×400mリレー   | ダニー・エベレット ロディー・ヘーリー アントニオ・マッケイ ブッチ・レイノルズ アメリカ合衆国 | 2分57秒29 大会新     | デレク・レドモンド クリス・アカブシ ロジャー・ブラック フィル・ブラウン イギリス                                   | 2分58秒86     | レアンドロ・ペニャルベル · アグスティン・パボ · ラサロ・マルティネス · ロベルト・エルナンデス · キューバ | 2分59秒16     |
| フィールド競技 |                                                                                              |                      | |               | |               |
| 走高跳         | パトリック・ショーベリ · スウェーデン                                                        | 2m38cm 大会新        | イゴール・パクリン ソビエト連邦 ゲンナジー・アブディエンコ ソビエト連邦                                            | 2m38cm 大会新 | - | -             |
| 棒高跳         | セルゲイ・ブブカ ソビエト連邦                                                                | 5m85cm 大会新        | ティエリ・ビネロン フランス                                                                                        | 5m80cm        | ロディオン・ガタウリン ソビエト連邦                                                                      | 5m80cm        |
| 走幅跳         | カール・ルイス アメリカ合衆国                                                                | 8m67cm 大会新        | ロベルト・エミアン ソビエト連邦                                                                                    | 8m53cm        | ラリー・マイリックス アメリカ合衆国                                                                      | 8m33cm        |
| 三段跳         | フリスト・マルコフ ブルガリア                                                                | 17m92cm 大会新       | マイク・コンリー アメリカ合衆国                                                                                    | 17m67cm       | オレグ・サキルキン ソビエト連邦                                                                          | 17m43cm       |
| 砲丸投         | ウェルナー・ギュンター スイス                                                                | 22m23cm 大会新       | アレッサンドロ・アンドレイ イタリア                                                                                | 21m88cm       | ジョン・ブレンナー アメリカ合衆国                                                                        | 21m75cm       |
| 円盤投         | ユルゲン・シュルト 東ドイツ                                                                  | 68m74cm 大会新       | ジョン・パウエル アメリカ合衆国                                                                                    | 66m22cm       | ルイス・デリス · キューバ                                                                                | 66m02cm       |
| ハンマー投     | セルゲイ・リトビノフ ソビエト連邦                                                            | 83m06cm 大会新       | ユーリー・タム ソビエト連邦                                                                                        | 80m84cm       | ラルフ・ハバー 東ドイツ                                                                                  | 80m76cm       |
| やり投         | セポ・ラテュ · フィンランド                                                                  | 83m54cm 大会新       | ヴィクトル・エフシュコフ ソビエト連邦                                                                              | 82m52cm       | ヤン・ゼレズニー チェコスロバキア                                                                        | 82m20cm       |
| 十種競技       | トルステン・フォス 東ドイツ                                                                  | 8680点               | ジークフリート・ヴェンツ 西ドイツ                                                                                  | 8461点        | パーヴェル・タルノベツキー ソビエト連邦                                                                  | 8375点        |

### 女子
1983 | 1987 | 1991 | 1993 | 1995
| 競技種目       | 金 | 金                   | 銀 | 銀            | 銅 | 銅            |
| トラック競技   | トラック競技                                                                                                 | トラック競技         | トラック競技                                                                                                 | トラック競技  | トラック競技                                                                                               | トラック競技  |
| -------------- | --- | -------------------- | --- | ------------- | --- | ------------- |
| 100m           | ジルケ・グラディッシュ＝メラー 東ドイツ                                                                      | 10秒90 大会新        | ハイケ・ドレクスラー 東ドイツ                                                                                | 11秒00        | マリーン・オッティ ジャマイカ                                                                              | 11秒04        |
| 200m           | ジルケ・グラディッシュ＝メラー 東ドイツ                                                                      | 21秒74 大会新        | フローレンス・グリフィス＝ジョイナー アメリカ合衆国                                                          | 21秒96        | マリーン・オッティ ジャマイカ                                                                              | 22秒06        |
| 400m           | オルガ・ブリズギナ ソビエト連邦                                                                              | 49秒38               | ペトラ・ミュラー 東ドイツ                                                                                    | 49秒94        | キルステン・エンメルマン 東ドイツ                                                                          | 50秒20        |
| 800m           | ジグルン・ウォダルス 東ドイツ                                                                                | 1分55秒26            | クリスティン・バヒテル 東ドイツ                                                                              | 1分55秒32     | リューボフ・グリーナ ソビエト連邦                                                                          | 1分55秒56     |
| 1500m          | タチアナ・ドロフスキフ ソビエト連邦                                                                          | 3分58秒56 大会新     | ヒルデガルド・ケルナー 東ドイツ                                                                              | 3分58秒67     | ドイナ・メリンテ ルーマニア                                                                                | 3分59秒27     |
| 3000m          | タチアナ・ドロフスキフ ソビエト連邦                                                                          | 8分38秒73            | マリチカ・プイカ ルーマニア                                                                                  | 8分39秒45     | ウルリケ・ブルンス 東ドイツ                                                                                | 8分40秒30     |
| 10000m         | イングリッド・クリスチャンセン · ノルウェー                                                                  | 31分05秒85           | エレーナ・ジュピヨワ ソビエト連邦                                                                            | 31分09秒40    | カトリン・ウルリヒ＝ヴェッセル 東ドイツ                                                                    | 31分11秒34    |
| マラソン       | ロザ・モタ ポルトガル                                                                                        | 2時間25分17秒 大会新 | ゾーヤ・イワノワ ソビエト連邦                                                                                | 2時間32分38秒 | ジョスリーヌ・ビレトン フランス                                                                            | 2時間32分53秒 |
| 100mハードル   | ギンカ・ザゴルチェワ ブルガリア                                                                              | 12秒34 大会新        | グロリア・ウイベル＝シーベルト 東ドイツ                                                                      | 12秒44        | コーネリア・オシュケナート 東ドイツ                                                                        | 12秒46        |
| 400mハードル   | ザビーネ・ブッシュ 東ドイツ                                                                                  | 53秒62 大会新        | デビー・フリントフ＝キング オーストラリア                                                                    | 54秒19        | コーネリア・ウルリヒ 東ドイツ                                                                              | 54秒31        |
| 10km競歩       | イリナ・ストラチコワ ソビエト連邦                                                                            | 44分12秒 大会新      | ケリー・サクスビー＝ジュンア オーストラリア                                                                  | 44分23秒      | Yan Hong 中国                                                                                              | 44分42秒      |
| 4×100mリレー   | アリス・ブラウン ダイアン・ウィリアムズ フローレンス・グリフィス＝ジョイナー パム・マーシャル アメリカ合衆国 | 41秒58 大会新        | ジルケ・グラディッシュ＝メラー コルネリア・オシュケナト ケルスティン・ベーレント マルリース・ゲール 東ドイツ | 41秒95        | イリーナ・スリュサル ナタリア・ポモシュチニコワ ナタリア・ゲルマン オルガ・アントノワ ソビエト連邦         | 42秒33        |
| 4×400mリレー   | ダグマル・ノイバウアー キルステン・エメルマン ペトラ・ミュラー ザビーネ・ブッシュ 東ドイツ                   | 3分18秒63 大会新     | アエリタ・ユルチェンコ オルガ・ナザロワ マリア・ピンギナ オルガ・ブリズギナ ソビエト連邦                     | 3分19秒50     | ダイアン・ディクソン ディニアン・ハワード バレリー・ブリスコ＝フックス リリー・レザーウッド アメリカ合衆国 | 3分21秒04     |
| フィールド競技 | |                      | |               | |               |
| 走高跳         | ステフカ・コスタディノヴァ ブルガリア                                                                        | 2m09cm 世界新        | タマラ・ブイコワ ソビエト連邦                                                                                | 2m04cm        | スザンヌ・バイヤー 東ドイツ                                                                                | 1m99cm        |
| 走幅跳         | ジャッキー・ジョイナー＝カーシー アメリカ合衆国                                                              | 7m36cm 大会新        | エレーナ・ベレフスカヤ ソビエト連邦                                                                          | 7m14cm        | ハイケ・ドレクスラー 東ドイツ                                                                              | 7m13cm        |
| 砲丸投         | ナタリア・リソフスカヤ ソビエト連邦                                                                          | 21m24cm 大会新       | カトリン・ナイムケ 東ドイツ                                                                                  | 21m21cm       | イネス・ミュラー 東ドイツ                                                                                  | 20m76cm       |
| 円盤投         | マルティナ・ヘルマン 東ドイツ                                                                                | 71m62cm 大会新       | ディアナ・ガンスキー 東ドイツ                                                                                | 70m12cm       | ツベタンカ・フリストワ ブルガリア                                                                          | 68m82cm       |
| やり投         | ファティマ・ウィットブレッド イギリス                                                                        | 76m64cm 大会新       | ペトラ・フェルケ 東ドイツ                                                                                    | 71m76cm       | ベアテ・ペテルス 西ドイツ                                                                                  | 68m82cm       |
| 七種競技       | ジャッキー・ジョイナー＝カーシー アメリカ合衆国                                                              | 7128点 大会新        | ラリサ・ニキチナ ソビエト連邦                                                                                | 6564点        | ジェーン・フレデリック アメリカ合衆国                                                                      | 6502点        |

## 日本人選手の入賞者
- 第6位　溝口和洋　男子やり投